# Hervormde kerk (Vilnius)
De Hervormde kerk van Vilnius is een protestants kerkgebouw in de Litouwse hoofdstad Vilnius.

## Geschiedenis

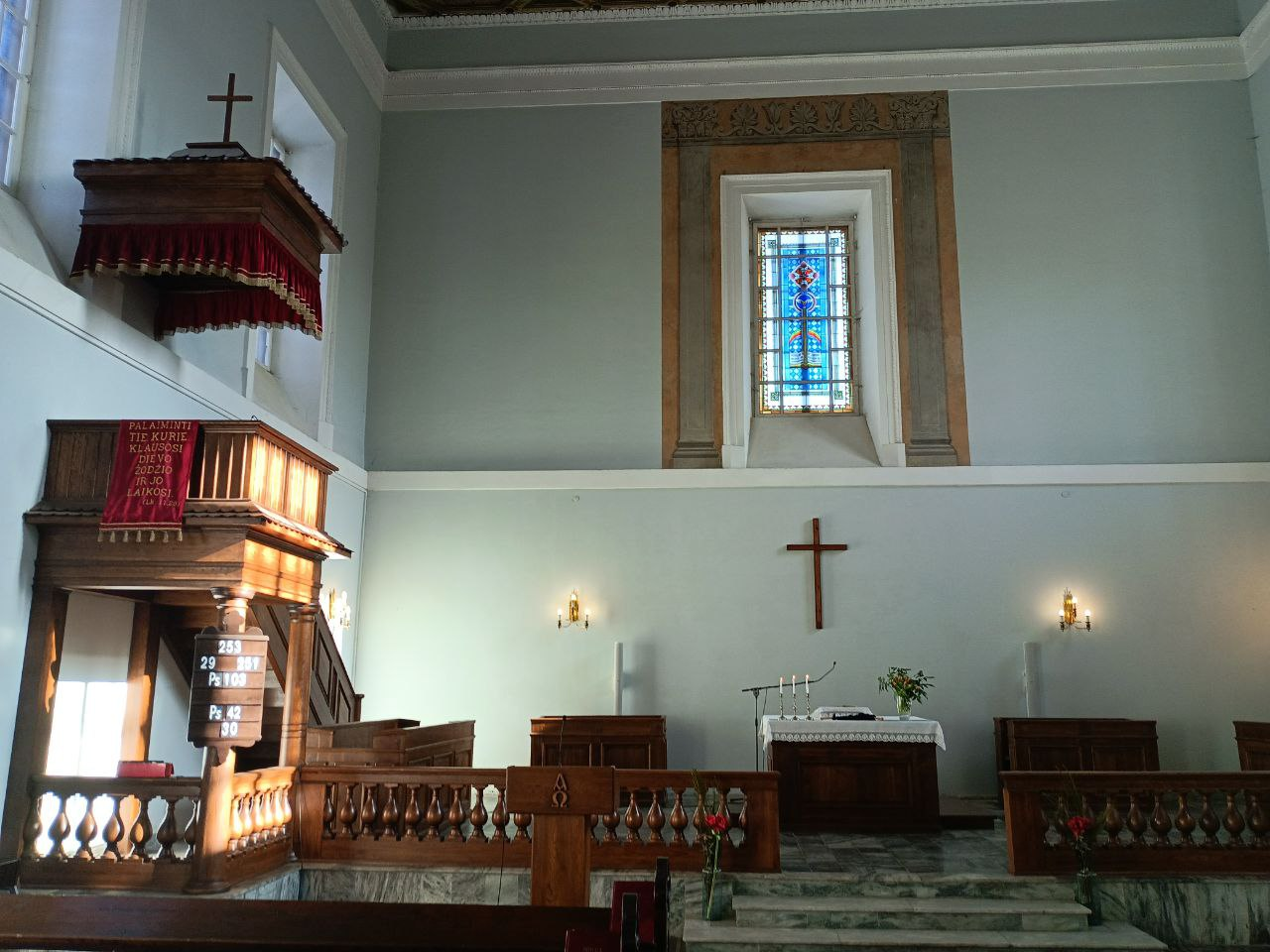
Interieur (2025)

De kerk werd tussen 1830 en 1835 voor de protestants-calvinistische gemeenschap van Vilnius gebouwd.
Tot 1945 was de kerk in gebruik, daarna lieten de atheïstische autoriteiten van de Litouwse SSR het gebouw aan de eredienst onttrekken om er een bioscoop in te vestigen. Vroeger werd de gevel gersierd door drie beelden van de beeldhouwer Karol Podczaszyński: op de beide hoeken een knielende engel en in het midden op de top van het fronton een vrouw die een kruis vasthield. De beelden werden vernietigd. Tegenover de kerk lag aan de andere kant van de straat vroeger het kerkhof van de gemeente.
De teruggave van het gebouw aan de calvinistische gemeenschap volgde in 1991.

## Beschrijving
De Poolse architect Karol Podczaszynski (1790-1860) ontwierp het gebouw. Het kerkgebouw heeft een (quasi)korinthisch tempelfront en een Grieks gevelveld, waarin zich een reliëf van Christus bevindt die tot de menigte spreekt. In de kerk bevinden zich plaquettes die herinneren aan belangrijke Litouwse calvinisten.